# Double (zespół muzyczny)
Double – duet muzyczny pochodzący ze Szwajcarii, powstały w 1983 roku w Zurychu.

## Kariera muzyczna
Grupa została założona przez dwóch członków zespołu Ping Pong, Kurta Maloo i Felixa Hauga. W 1983 roku duet wydał minialbum Naningo, na którym znalazły się takie utwory jak „Naningo” oraz „El Dorado”. Ich sukces na rynku muzycznym przyczynił się do wydania pierwszej długogrającej płyty Blue w 1985 roku, która dotarła między innymi do 51. miejsca zestawienia The Billboard 200. Trzeci singel zespołu, „The Capitan of Her Heart”, został swoistą wizytówką zespołu, plasując się na 4. pozycji w notowaniu Adult Contemporary, 16. miejscu listy The Billboard Hot 100, 8. miejscu listy UK Singles Chart czy 18. pozycji Listy Przebojów Programu Trzeciego w Polsce.
Wydany w 1987 roku kolejny album grupy, Dou3le, nie powtórzył sukcesu płyty Blue, mimo iż promował go singel „Devil’s Ball”, który również notowany był na wielu europejskich listach przebojów, docierając między innymi do 71. pozycji na UK Singles Chart.
Zespół rozwiązano w 1987 roku, a wokalista Kurt Maloo rozpoczął solową karierę, wydając jak dotąd cztery albumy studyjne.

## Dyskografia
| Rok  | Dane dot. albumu                                           |
| ---- | ---------------------------------------------------------- |
| 1983 | Naningo (EP) - Wydany: 1983 - Wytwórnia: Polydor Records   |
| 1985 | Blue - Wydany: 1985 - Wytwórnia: Polydor, A&M, Metronome   |
| 1987 | Dou3le - Wydany: 1987 - Wytwórnia: Polydor, A&M, Metronome |

| Rok  | Tytuł                      |
| ---- | -------------------------- |
| 1983 | „Naningo”                  |
| 1984 | „El Dorado”                |
| 1984 | „Es”                       |
| 1984 | „Rangoon Moon”             |
| 1984 | „Woman of the World”       |
| 1985 | „The Captain of Her Heart” |
| 1985 | „Your Prayer Takes Me Off” |
| 1986 | „Tomorrow”                 |
| 1987 | „Devil’s Ball”             |
| 1987 | „Gliding”                  |